# Élections législatives françaises de 1973
Les élections législatives françaises de 1973 ont lieu les 4 et 11 mars pour pourvoir les mandats de la Ve législature de la Cinquième République.
Alors que l’Assemblée nationale sortante était largement dominée par les gaullistes après la crise de Mai 68, la majorité présidentielle de droite conserve sa majorité mais dans des proportions moindres.
Ces élections sont également l’occasion d’une bipolarisation accrue de la vie politique française : les deux blocs opposés – UDR et FNRI formant la majorité présidentielle à droite, tandis que l’Union de la gauche rassemble le PCF et le PS – réunissent alors à eux seuls plus de 80 % des suffrages exprimés au premier tour, où s’exprime pourtant traditionnellement une pluralité de courants.

## Résultats
| Parti                 | Parti                                   | Premier tour | Premier tour | Second tour | Second tour | Sièges |  |
| Parti                 | Parti                                   | Voix         | %            | Voix        | %           | Sièges |  |
| --------------------- | --------------------------------------- | ------------ | ------------ | ----------- | ----------- | ------ |  |
|                       | Union des démocrates pour la République | 5 745 542    | 24,19        | 7 103 036   | 33,26       | 184    |  |
|                       | Républicains indépendants               | 1 700 806    | 7,16         | 1 696 716   | 7,95        | 54     |  |
|                       | Divers droite                           | 1 207 166    | 5,08         | 340 709     | 1,60        | 19     |  |
|                       | Centre démocratie et progrès            | 914 397      | 3,85         | 901 109     | 4,22        | 23     |  |
|                       | Union des républicains de progrès       | 9 567 911    | 40,28        | 10 041 570  | 47,02       | 311    |  |
|                       |                                         |              |              |             |             |        |  |
|                       | Parti communiste français               | 5 085 356    | 21,41        | 4 402 025   | 20,61       | 73     |  |
|                       | Parti socialiste                        | 4 537 348    | 19,10        | 4 734 889   | 22,17       | 89     |  |
|                       | Parti socialiste unifié                 | 463 537      | 1,95         | 59 448      | 0,28        | 1      |  |
|                       | Mouvement des radicaux de gauche        | 408 734      | 1,72         | 551 445     | 2,58        | 12     |  |
|                       | Divers gauche                           | 98 331       | 0,41         | 116 224     | 0,54        | 0      |  |
|                       | Union de la gauche                      | 10 593 306   | 44,60        | 9 864 031   | 46,19       | 177    |  |
|                       |                                         |              |              |             |             |        |  |
|                       | Mouvement réformateur                   | 3 149 118    | 13,26        | 1 448 639   | 6,78        | 31     |  |
|                       | Extrême gauche (LO, LCR et OCI)         | 294 693      | 1,24         |             |             | 0      |  |
|                       | Extrême droite                          | 147 283      | 0,62         | 0           |             |        |  |
|                       |                                         |              |              |             |             |        |  |
| Inscrits              | Inscrits                                | 29 883 738   | 100,00       | 27 014 690  | 100,00      | 488    |  |
| Abstentions           | Abstentions                             | 5 584 538    | 18,69        | 4 923 624   | 18,23       |        |  |
| Votants               | Votants                                 | 24 299 200   | 81,31        | 22 091 066  | 81,77       |        |  |
| Blancs et nuls        | Blancs et nuls                          | 546 889      | 2,25         | 736 826     | 3,34        |        |  |
| Exprimés              | Exprimés                                | 23 752 311   | 97,75        | 21 354 240  | 96,66       |        |  |
| Source : Data.gouv.fr |                                         |              |              |             |             |        |  |

## Composition de l'Assemblée nationale
| Groupe parlementaire               | Groupe parlementaire               | Groupe parlementaire                                                                | Députés                            | Députés                            | Députés |  |
| Groupe parlementaire               | Groupe parlementaire               | Groupe parlementaire                                                                | Membres                            | Apparentés                         | Total   |  |
| ---------------------------------- | ---------------------------------- | ----------------------------------------------------------------------------------- | ---------------------------------- | ---------------------------------- | ------- |  |
|                                    | UDR puis RPR                       | Union des démocrates pour la République puis Rassemblement pour la République       | 162                                | 21                                 | 183     |  |
|                                    | PSRG                               | Parti socialiste et des radicaux de gauche                                          | 100                                | 2                                  | 102     |  |
|                                    | COM                                | Communiste                                                                          | 73                                 | 0                                  | 73      |  |
|                                    | FNRI                               | Républicains indépendants                                                           | 51                                 | 4                                  | 55      |  |
|                                    | RDS puis RCDS                      | Réformateurs démocrates sociaux puis Réformateurs, centristes et démocrates sociaux | 30                                 | 4                                  | 34      |  |
|                                    | UC puis RCDS                       | Union centriste puis Réformateurs, centristes et démocrates sociaux                 | 30                                 | 0                                  | 30      |  |
|                                    |                                    |                                                                                     |                                    |                                    |         |  |
| Total de députés membre de groupes | Total de députés membre de groupes | Total de députés membre de groupes                                                  | Total de députés membre de groupes | Total de députés membre de groupes | 477     |  |
|                                    | Députés non-inscrits               | Députés non-inscrits                                                                | Députés non-inscrits               | Députés non-inscrits               | 13      |  |
|                                    |                                    |                                                                                     |                                    |                                    |         |  |
| Total des sièges pourvus           | Total des sièges pourvus           | Total des sièges pourvus                                                            | Total des sièges pourvus           | Total des sièges pourvus           | 490     |  |

## Analyse
Depuis les élections de 1968, l'échiquier politique a fortement évolué en faveur de l'opposition, et ce depuis 1972. La coalition formée par l'UDR, la FNRI et le CDP remporte la majorité absolue. L'UDR, qui n'a plus à elle seule la majorité absolue, doit s'allier à ces deux partis pour gouverner.

### Premier tour
Quatre observations peuvent être formulées à l'issue du premier tour de ces élections législatives :

#### Bonne résistance de la majorité présidentielle
Contrairement à ce que les derniers sondages pouvaient laisser prévoir, les formations de l'Union des républicains de progrès résistent assez bien avec près de 38 % des suffrages exprimés contre 43,65 % en 1968 et 37,73 % en 1967. Toutefois, force est de constater que ce relatif succès ne touche pas l'ensemble du territoire. Ainsi, si la majorité présidentielle conserve une forte implantation dans les départements conservateurs que sont le Cantal (55,23 %), la Haute Loire (57,33 %), la Mayenne (51,91 %) ou la Vendée (63,09 %), elle observe un recul dans certains de ses fiefs historiques comme l'Alsace-Lorraine ou la Bretagne-Normandie, conséquence sans doute de la faible personnalisation du scrutin et de la disparition de la figure du général de Gaulle qui permettait d'attirer un électorat populaire. Cette perte d'influence affecte plus l'UDR que la Fédération nationale des républicains indépendants ou les centristes duhaméliens.

#### Poussée de l'Union de la gauche
L'union des principales formations de la gauche autour du programme commun obtient ses fruits. Les progrès constatés permettent d'effacer les lourds échecs des législatives de 1968 et de la présidentielle de 1969 à l'occasion desquelles elle ne pût se qualifier au second tour. Or, cette percée profite plus aux socialistes qu'aux communistes qui conservent tout de même leur place de premier parti de la gauche.
Les socialistes consolident leurs positions dans leurs bastions traditionnels du Nord (26,7 %) et du Pas de Calais (28,2 %), du Sud-Ouest (42,46 % dans l'Ariège) et du pourtour méditerranéen de l'Aude (35,8 %) aux Bouches-du-Rhône (27,19 %), et effectue une progression remarquable dans l'Ouest (22,10 % en Loire Atlantique et 19,87 % dans le Finistère), dans la région Rhône-Alpes, dans la Dordogne et dans le Territoire de Belfort (36,7 %), sous l'impulsion de Jean-Pierre Chevènement. Les communistes, s'ils voient leur situation se redresser légèrement par rapport au scrutin de 1968, ne peuvent freiner la perte de leur influence à Paris (18,86 %) au profit des socialistes. La concentration de l'essentiel de leur électorat dans leurs fiefs traditionnels prouve que leur souhait de reconquérir certaines couches populaires séduites par le gaullisme dès la fin des années 1950 rencontre des résultats bien limités. Le rééquilibrage des forces de gauche commence à s'opérer.

#### Contre-performance du centrisme d'opposition
Le Mouvement réformateur ne parvient pas à atteindre l'audience espérée. Avec 12,5 %, il atteint un niveau similaire à celui du Centre démocrate aux élections législatives de 1967, preuve que le ralliement des radicaux valoisiens n'a eu qu'un effet de faible ampleur. Cependant, le centrisme d'opposition est en situation d'arbitrer des duels entre majorité présidentielle et gauche ans dans de nombreuses régions dont la Normandie, l'Est ou les Alpes-Maritimes. L'attitude du candidat réformateur en position de se maintenir sera donc déterminante dans l'élection ou non de candidats de l'UDR.

#### Marginalisation des extrêmes
Les formations extrêmes de l'échiquier politique connaissent un cinglant échec.
À l'extrême gauche, le Parti socialiste unifié, avec 1,95 %, ne parvient pas à rééditer sa performance de 1968 (4,94 %). Son électorat a été pour partie siphonné par le PS et les formations de l'extrême gauche trotskiste. Seuls Michel Rocard (24,3 % à la Celle Saint Cloud), Yves Le Foll (26,4 % à Saint Brieuc) et Roger Prat (11,3 % à Morlaix) arrivent, du fait de leur bonne implantation, à atteindre un score honorable.
L'extrême gauche trotskiste derrière Lutte ouvrière et la Ligue communiste révolutionnaire obtient un résultat particulièrement faible (1,25 %), qui s'explique sans doute par la non-participation et l'abstentionnisme qui caractérise son électorat potentiel, plutôt jeune.
L'extrême droite, avec 0,52 %, des suffrages exprimés est laminée. Le Front national qui s'était constitué pour l'occasion des élections législatives à partir notamment d'Ordre nouveau n'obtient que 1,33 % des suffrages exprimés et seul son président, Jean-Marie Le Pen, franchit le seuil des 5 % à Paris. Dans le Nord de la France, l'Alliance républicaine indépendante et libérale (1,59 % au niveau national), issue de l'Alliance républicaine pour les libertés et le progrès de Jean-Louis Tixier-Vignancour et se réclamant de la majorité présidentielle, obtient des résultats significatifs. Enfin le retour à la politique de l'ancien président du Conseil Georges Bidault se solde par un cinglant échec, avec seulement 3,51 % à Paris.
Les candidats du FN à ces élections sont à 56,7 % des patrons d'industrie et du commerce, des cadres ou professions libérales, et 2,7 % d'entre eux sont des ouvriers.

### Second tour
Conformément à la logique du scrutin majoritaire uninominal à deux tours, les résultats du premier tour se voient amplifiés au second.
En Polynésie française (circonscription électorale unique), le second tour a lieu le 18 mars, en conformité avec le décret de convocation des collèges électoraux.
Dans la deuxième circonscription de La Réunion, le second tour (prévu le 11 mars) a lieu le 18 mars à la suite d'une décision du préfet, en raison des conditions météorologiques liées au cyclone tropical Lydie,.

#### Majorité présidentielle toujours majoritaire
Les formations gouvernementales bien qu'affaiblies conservent la majorité bien qu'elles enregistrent des pertes dans le Nord, l'Est, l'Ouest et le Languedoc Roussillon. Plus précisément, la position de l'UDR au sein de l'Assemblée nationale est réévaluée. Les gaullistes (183 sièges contre 273 en 1968) devront compter, plus que jamais, sur leurs alliés de la FNRI (54 sièges) et centristes (23 sièges). Le retrait de candidats réformateurs a permis de limiter les pertes. La sauvegarde de la majorité par l'Union des républicains de progrès éclipse mal les défaites souvent surprenantes de certains de ses leaders. Ainsi Marc Jacquet (UDR) à Melun, Alexandre Sanguinetti (UDR) à Toulouse et Alain Griotteray (RI) à Alfortville sont battus. Les ministres René Pleven à Dinan et Maurice Schumann à Tourcoing, paient leur insistance à ne pas avoir repris leur ancien suppléant qui a fait campagne contre eux.

#### Progression de la gauche unie
La représentation parlementaire de la gauche se renforce avec 176 députés contre 91 en 1968, même si elle n'égale pas le niveau de 1967. Les désistements se sont bien effectués. Toutefois, cette avancée réelle aurait pu être plus importante. L'attitude des centristes d'opposition durant l'entre deux tours a fait perdre aux socialistes une vingtaine du sièges. Majoritaire en voix, la gauche reste néanmoins minoritaire en sièges.
La progression de l'opposition profite surtout aux socialistes qui reconquièrent les positions perdues en 1968 en Languedoc Roussillon (Georges Frêche est élu à Montpellier) et dans le Puy-de-Dôme, et gagne de nombreux sièges dans ses terres de mission de Bretagne (Charles Josselin bat dans les Côtes-du-Nord le ministre René Pleven), en Aquitaine, dans les Pyrénées et le Territoire de Belfort où est élu Jean-Pierre Chevènement. C'est l'avènement de socialistes et de radicaux de gauche dynamiques tels que Pierre Joxe, Jean-Pierre Cot, Georges Fillioud, Louis Mermaz ou Michel Crépeau promis à une belle carrière.
Les communistes gagnent 39 élus constitués pour partie d'anciens des députés de 1967 battus l'année suivante comme Louis Maisonnat à Vizille, Marcel Rigout à Saint Junien, Paul Laurent à Paris, Pierre Juquin à Savigny-sur-Orge ou César Depietri à Moyeuvre-Grande. Le PCF rencontre un franc succès dans le nord de la région Midi-Pyrénées (Lucien Dutard élu à Sarlat), dans le pourtour méditerranéen avec la prise du siège de Nîmes ou d'Arles aux socialistes et dans le Nord de la France (Daniel Le Meur à Saint-Quentin, Roland Renard à Chauny, Jean Bardol à Boulogne-sur-Mer, Joseph Legrand à Carvin, Jean-Jacques Barthe à Calais ou Albert Maton à Maubeuge) malgré la perte du siège de Saint-Amand-les-Eaux. Toutefois, il connaît un recul prononcé en Corrèze, dans le Gard et dans le Pas de Calais.
Le PSU, conséquence de son faible score du premier tour, ne conquiert que le siège de Saint Brieuc. Son leader, Michel Rocard, est battu dans les Yvelines. Son influence idéologique ne trouve aucune traduction réelle dans les urnes.

#### Sursaut du centrisme d'opposition
Bien que les résultats du premier tour n'aient pas été à la hauteur de ses espérances, le Mouvement réformateur de Jean Lecanuet et Jean-Jacques Servan-Schreiber remporte un succès inattendu et double sa représentation parlementaire, passant de 15 à 31 sièges, ce qui lui permet de former un groupe parlementaire autonome. Les gains des sièges de Villeurbanne, de Mulhouse, de Rouen ou de Saint-Amand-les-Eaux sont, à cet égard, symboliques. Cependant, le gaulliste de gauche Jean-Marcel Jeanneney échoue à conquérir le fief familial de Vesoul.

## Sondages

### Pour le premier tour
| Institut    | Date                  | PSU et extrême gauche | PCF | PS et MGRS | Divers droite | MR | Majorité présidentielle |
| ----------- | --------------------- | --------------------- | --- | ---------- | ------------- | -- | ----------------------- |
| Institut    | Date                  |                       |     |            |               |    |                         |
| Ifop        | 27 février 1973       | 5                     | 19  | 23         | 3             | 14 | 36                      |
| Sofres      | 21 au 24 février 1973 | 4                     | 20  | 21         | 3             | 15 | 37                      |
| Publimetrie | 22 au 23 février 1973 | 4                     | 20  | 21         | 3             | 15 | 37                      |